# Église Saint-Pantaléon de Naples
L'église Saint-Pantaléon est une église désaffectée de Naples qui se trouve dans le Quartier des Espagnols du cœur historique de la ville, via San Pantaleone. Elle est dédiée au patron des médecins, saint Pantaléon.

## Histoire et description
L'église actuelle est le fruit d'un remaniement architectural intervenu au XVIIIe siècle.
La façade est typique du baroque napolitain. Elle est légèrement en retrait par rapport à l'axe de la rue et présente un portail simple entre des lésènes de stuc.
Actuellement, l'église est dans un état alarmant et dans  des conditions de dégradation avancée, aussi est-elle fermée au public depuis des années. Il n'est pas possible de vérifier l'état de sa décoration intérieure. Elle possédait des tableaux du XVIIe siècle de Giuseppe Marullo. 
L'église s'inscrit dans un plan à nef unique avec des petites chapelles et une coupole, architecture typique de la Réforme catholique.

## Source de la traduction
- (it) Cet article est partiellement ou en totalité issu de l’article de Wikipédia en italien intitulé « Chiesa di San Pantaleone (Napoli) » (voir la liste des auteurs).